# Football en délire
Pour plus de détails, voir Fiche technique et Distribution.
Football en délire (Screwball Football) est un dessin animé américain de la série Merrie Melodies, réalisé par Tex Avery sur un scénario de Melvin Millar, et sorti en 1939.

## Fiche technique
Sauf indication contraire, les informations mentionnées dans cette section peuvent être confirmées par la base de données cinématographiques IMDb,  présente dans la section « Liens externes ».
- Réalisation : Tex Avery
- Scénario : Melvin Millar
- Production : Leon Schlesinger Studios
- Musique originale : Carl W. Stalling
- Montage et technicien du son : Treg Brown (non crédité)
- Durée : 8 minutes
- Pays de production :  États-Unis
- Langue : anglais
- Distribution : 1939 : Warner Bros. Pictures
- Format : 1,37 :1 Technicolor Mono
- Date de sortie : 
  - États-Unis : 16 décembre 1939

## Distribution
Sauf indication contraire, les informations mentionnées dans cette section peuvent être confirmées par la base de données cinématographiques IMDb,  présente dans la section « Liens externes ».
Voix originales :
- Mel Blanc : entraîneur, joueurs de football américain, Pom-pom girl, « motivator »
- John Wald : autres voix

## Animateurs
- Virgil Ross

Autres animateurs, non crédités :
- Robert Cannon
- Rollin Hamilton
- Charles McKimson (en)
- Robert McKimson
- Rod Scribner (en)
- Paul J. Smith
- Sidney Sutherland

Arrière-plans :
- John Didrik Johnse (non crédité)

## Musique
- Carl W. Stalling, directeur de la musique